# Lola Müthel
Lola Müthel, all'anagrafe Lola Lütcke (Darmstadt, 9 marzo 1919 – Gräfelfing, 11 dicembre 2011), è stata un'attrice tedesca, che fu attiva principalmente in campo teatrale e televisivo.
Nota come la"gran dama" del teatro, tra cinema e - soprattutto - teatro e televisione, interpretò nel corso della sua sessantennale carriera, oltre 200 diversi ruoli. Era la figlia del regista Lothar Müthel e della cantante lirica Marga Reuter e fu la moglie degli attori Eric Helgar e Hans Caninenberg.

## Biografia
Lola Lütcke, poi nota come Lola Müthel (cognome d'arte del padre), nasce a Darmstadt, in Assia, il 9 marzo 1919.
Contro il parere dei genitori, decide di intraprendere la carriera di attrice, e a 17 anni fa il proprio debutto al Deutsches Theater di Berlino al fianco di Gustaf Gründgens, suo scopritore. Dal 1936 al 1944, fa quindi parte della compagnia di Gustaf Gründgens.
Nel 1939, debutta sul grande schermo, interpretando il ruolo di Edith Averhoff nel film, diretto da Roger von Norman, Spiel im Sommerwind.
Muore a Gräfelfing, in Baviera, l'11 dicembre 2011 all'età di 92 anni, dopo una lunga malattia.

## Filmografia parziale

### Cinema
- Spiel im Sommerwind, regia di Roger von Norman (1939)
- Delitto nella tempesta (Der Polizeifunk meldet), regia di Rudolf van der Noss (1939)
- Spie! (Achtung! Feind hört mit!), regia di Arthur Maria Rabenalt (1939)
- Ein Mann mit Grundsätzen? (1943)
- Die Sehnsucht des Herzens (1951)
- Ein toller Tag (1954)
- Eine Frau genügt nicht? (1955)
- Hotel Adlon, regia di Josef von Báky (1955)
- Rose d'autunno (Rosen im Herbst),regia di Rudolf Jugert (1955)
- Der Jugendrichter (1960)
- Heute kündigt mir mein Mann (1963)
- ... und der bestellte Mord (1975)

### Televisione
- Der öffentliche Ankläger - film TV (1958)
- Der Nebbich - film TV (1965)
- Die Nibelungen - serie TV (1967)
- Eine Krankheit genannt Leben - film TV (1968)
- Vom Teufel geholt - film TV (1969)
- Die Möwe - film TV (1974)
- Sergeant Berry - serie TV, episodio 02x04 (1975)
- L'ispettore Derrick - serie TV, episodio 03x04, regia di Alfred Vohrer (1976)
- Il commissario Köster/Il commissario Kress/Il commissario Herzog (Der Alte) - serie TV, 5 episodi (1978-2005)
- Un mondo di marionette (Aus dem Leben der Marionetten), regia di Ingmar Bergman - film TV (1980)
- Sein Doppelgänger - film TV (1982)
- Abschiedsvorstellung - film TV (1986)
- Tatort - serie TV, episodi 01x185-01x252 (1986-1991)
- Un caso per due - serie TV, episodio 08x03 (1988)
- La clinica della Foresta Nera - serie TV, episodi 03x02-03x05 (1988)
- Europa und der zweite Apfel - film TV (1988)
- Wie du mir... - film TV (1989)
- Der rote Vogel - miniserie TV (1993)
- Die Rachegöttin - film TV (1994)
- Rosamunde Pilcher - Das Ende eines Sommers  - film TV (1995)
- Dr. Stefan Frank - Der Arzt, dem die Frauen vertrauen - serie TV (1995)
- Babuschka - film TV (1996)
- Eine Herzensangelegenheit - film TV (1997)
- Krambambuli - film TV (1998)
- Il nostro amico Charly - serie TV, episodi 04x07-04x14 (1999)
- Im Namen des Herrn - film TV (2003)
- 14º Distretto - serie TV, episodio 18x06 (2004)